# Saleen
Saleen Performance, Incorporated, bekend onder de naam Saleen, is een producent van (super)sportauto's en onderdelen voor sportauto's uit Irvine (Californië), de Verenigde Staten. Het bedrijf is opgericht in 1983 door Steve Saleen, een voormalig autocoureur (Formula Atlantic).
Saleen produceert sportauto's in gelimiteerde oplage. Anno 2005 is het de enige kleine Amerikaanse autoproducent met OEM-status (Original Equipment Manufacturer). De meeste auto's van Saleen zijn aangepaste versies van bestaande modellen van productiesportauto's, zoals de Ford Mustang. Ook produceert Saleen een aangepaste Ford Focus.
Het vlaggenschip van Saleen is de Saleen S7, geïntroduceerd in 2000. De S7 is een supersportauto auto met middenmotor. De S7 won vier verschillende GT kampioenschappen en heeft records gebroken bij de 24 uur van Le Mans. Deze auto is de eerste van Saleen die niet is gebaseerd op een bestaand ontwerp.
Het bedrijf produceert en verkoopt ook auto-onderdelen en accessoires zoals velgen, uitlaatsysteem en remmen.
Saleen heeft nog een fabriek in Amerika, in Troy (Michigan), waar het de Ford GT bouwt.

## Huidige modellen (anno2005)

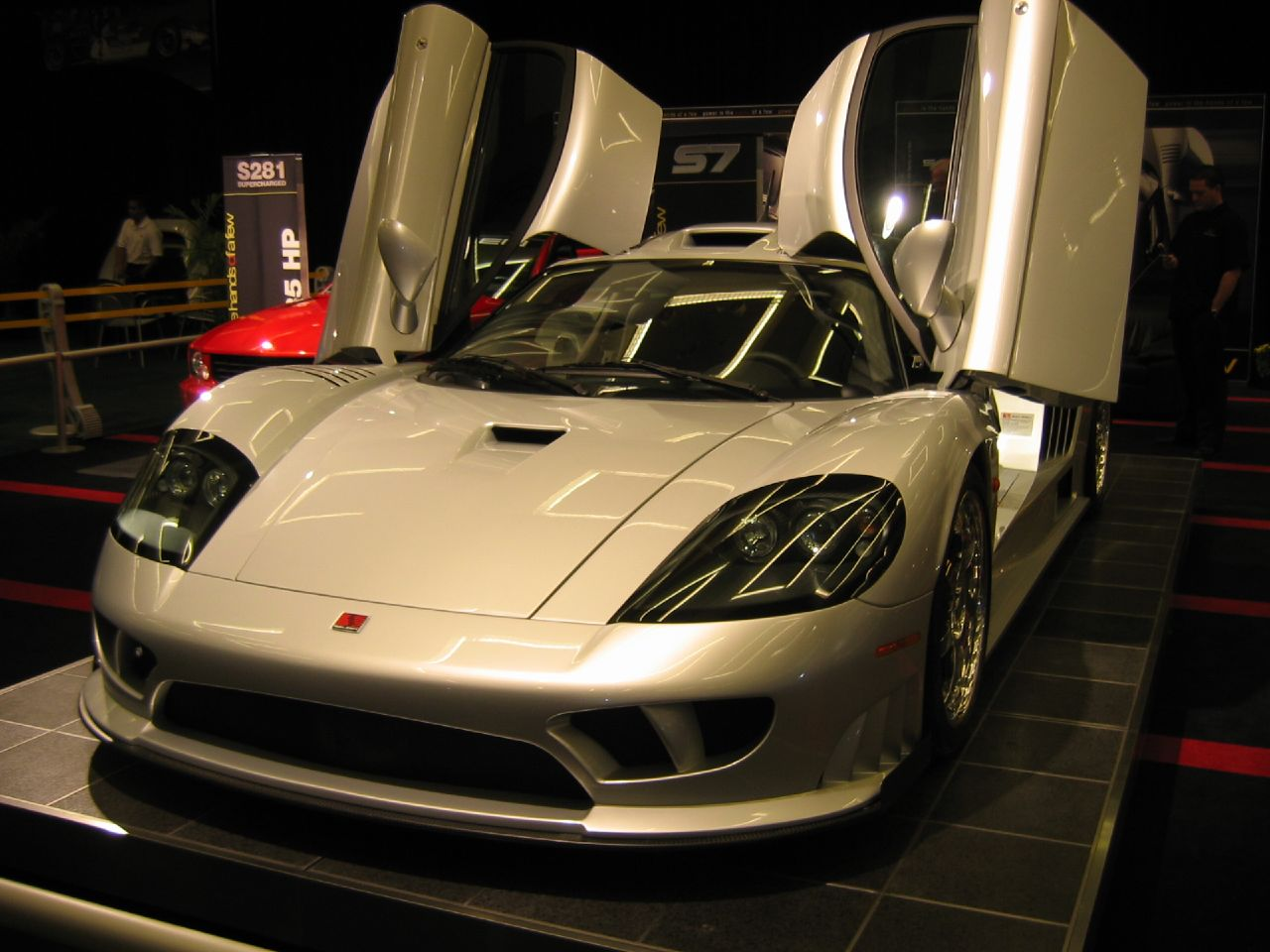
De Saleen S7

- Saleen S7 - 575 pk (410 kW) middenmotor.
- Saleen S7TT - 750 pk (559 kW) twin Turbo versie van de reguliere 7.

Als reactie op de Bugatti Veyron, de eerste auto met meer dan 1000 pk, heeft Saleen een aanpassing op de markt gebracht waarmee deze auto ook meer dan 1000 pk heeft.
- Saleen S7R - een raceversie van de S7, bedoeld voor enduranceraces (zoals de 24 uur van Le Mans).
- Saleen S281 - een 325 pk sterke aangepaste Ford Mustang.
- Saleen S281 SC - een 400 pk versie van de S281 met supercharger.
- Saleen S281 Extreme - een 500 pk sterke aangepast Mustang (inclusief een eigen V8 motor als vervanging van de originele motor).
- Saleen N2O Focus - een Ford Focus aangepast met een lachgas-systeem. Bij gebruik van dit systeem, verloopt de garantie onmiddellijk. Dit model werd gemaakt tot het midden van 2005.

## Saleen in de film
- Een zilverkleurige Saleen S7 komt voor in de speelfilm Need for Speed.
- Een Saleen S7 is in het spel Midnight Club Los Angeles.
- Een Saleen S7 wordt gereden door Jim Carrey (als Bruce Nolan) in de film Bruce Almighty.
- Een Saleen S7 komt voor in de videoclip van Candy Shop van rapper 50 Cent.
- Een zilverkleurige Saleen S281 Speedster wordt gereden door Josh Hartnett in de film Hollywood Homicide
- een rode Saleen S281 Extreme komt voor in de film 2 Fast 2 Furious
- Een zwarte Saleen S281 Extreme komt voor in de film Transformers.